# Đất Cuốc
Đất Cuốc là một xã thuộc huyện Bắc Tân Uyên, tỉnh Bình Dương, Việt Nam.

## Địa lý
Xã Đất Cuốc nằm ở trung tâm huyện Bắc Tân Uyên, có vị trí địa lý: 
- Phía đông giáp xã Hiếu Liêm và xã Lạc An
- Phía tây giáp xã Tân Lập và thành phố Tân Uyên
- Phía nam giáp xã Tân Mỹ
- Phía bắc giáp thị trấn Tân Thành.

Xã Đất Cuốc có diện tích 31,24 km², dân số năm 2021 là 11.085 người, mật độ dân số đạt 355 người/km².

## Hành chính
Xã Đất Cuốc được chia thành 4 ấp: Đá Bàn, Tân Lợi, Suối Sâu, Suối Voi với 14 tổ nhân dân tự quản.

## Lịch sử
Trước đây, Đất Cuốc là một xã thuộc huyện Tân Uyên cũ.
Ngày 17 tháng 11 năm 2004, Chính phủ ban hành Nghị định 190/2004/NĐ-CP về việc thành lập xã Đất Cuốc thuộc huyện Tân Uyên trên cơ sở:
- Điều chỉnh 1.096 ha diện tích tự nhiên và 1.546 người của xã Tân Mỹ
- Điều chỉnh 2.012 ha diện tích tự nhiên và 1.204 người của xã Tân Thành.

Sau khi thành lập, xã Đất Cuốc có 3.108 ha diện tích tự nhiên và 2.750 người.
Ngày 29 tháng 12 năm 2013, Chính phủ ban hành Nghị quyết số 136/NQ-CP về việc chuyển xã Đất Cuốc thuộc huyện Tân Uyên cũ về huyện Bắc Tân Uyên mới thành lập quản lý.